# Chetia flaviventris
Chetia flaviventris és una espècie de peix de la família dels cíclids i de l'ordre dels perciformes.

## Morfologia
Els mascles poden assolir els 20 cm de longitud total.

## Distribució geogràfica
Es troba a l'Àfrica oriental: conca del riu Limpopo al Transvaal (Sud-àfrica) i Moçambic.